# 國立清華大學半導體研究學院
國立清華大學半導體研究學院（英語：College of Semiconductor Research, National Tsing Hua University），為國立清華大學十二個學院之一，透過與台灣半導體產業進行產學合作以培養半導體產業之相關人才。

## 沿革
2021年5月，立法院通過《國家重點領域產學合作及人才培育創新條例》（產學創新條例），開放國立大學與企業合設研究學院，以配合行政院的「重點產業高階人才培訓與就業計畫」，隨即中華民國教育部陸續核准國立成功大學、國立陽明交通大學、國立臺灣大學及國立清華大學成立半導體學院。
2021年12月27日，國立清華大學半導體研究學院正式揭牌。

## 系所單位
目前學院分為四個專業分部，僅有碩士及博士班，未有大學部。
- 半導體元件部：元件技術、材料與物理
- 半導體設計部：積體電路設計與應用
- 半導體材料部：電子材料與化學
- 半導體製程部：先進製程、設備與封裝

## 歷任院長
| 任 | 姓名        | 就任   | 卸任 | 資歷                                                                                  |
| -- | ----------- | ------ | ---- | ------------------------------------------------------------------------------------- |
| 1  | 林本堅 教授 | 2021年 | 現任 | 美國俄亥俄州立大學電機工程博士、中央研究院院士 美國國家工程院院士、「浸潤式微影之父」 |

## 外部連結
- 國立清華大學半導體研究學院 （页面存档备份，存于）